# Priesterseminarkirche (Linz)

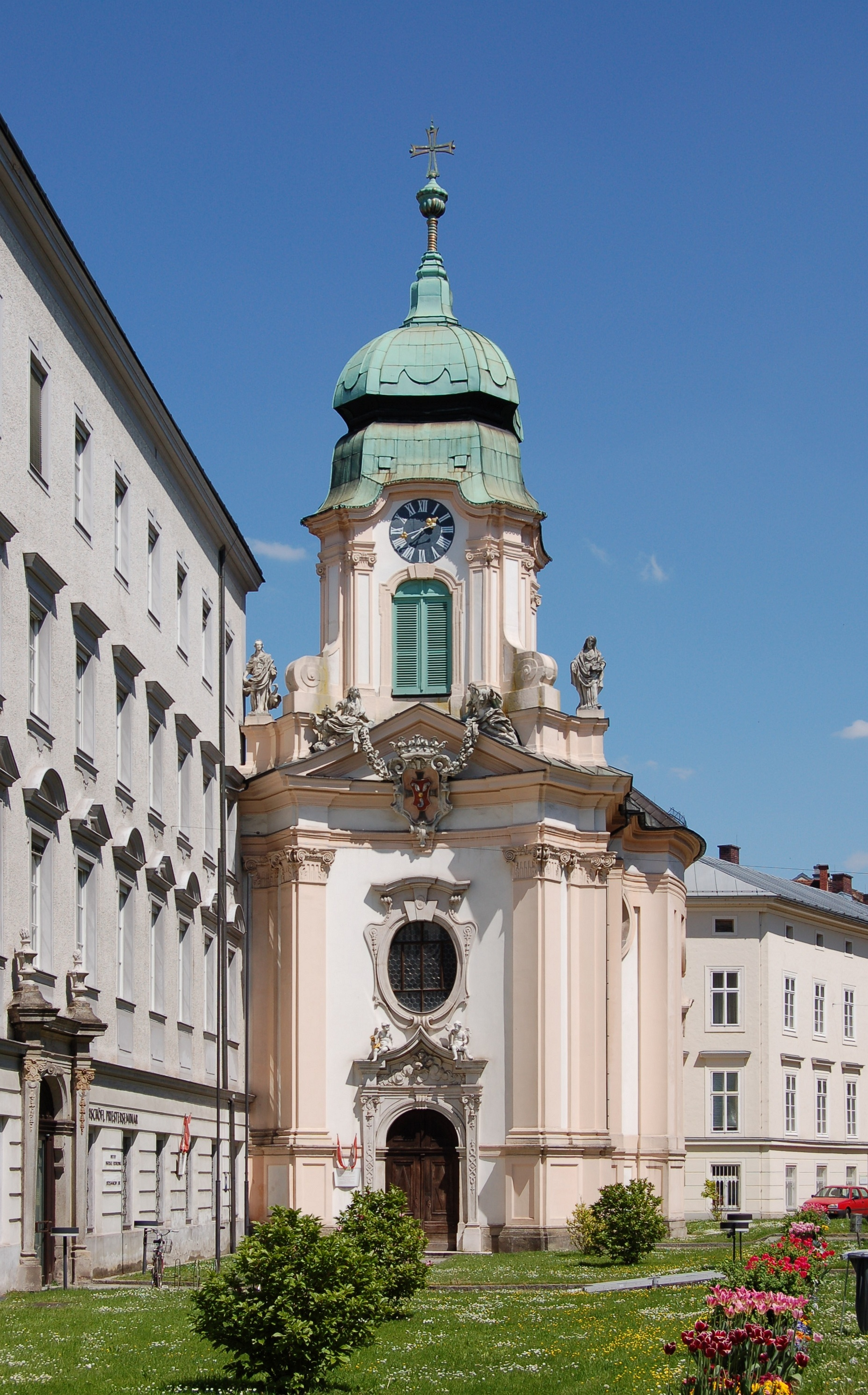
Linzer Priesterseminarkirche

Die römisch-katholische Priesterseminarkirche (ehemalige Deutschordenskirche) in Linz (Oberösterreich) ist nahe der Harrachstraße neben dem früheren Freihaus des Deutschen Ritterordens der heutigen Katholischen Privat-Universität Linz der Diözese Linz gelegen.

## Geschichte

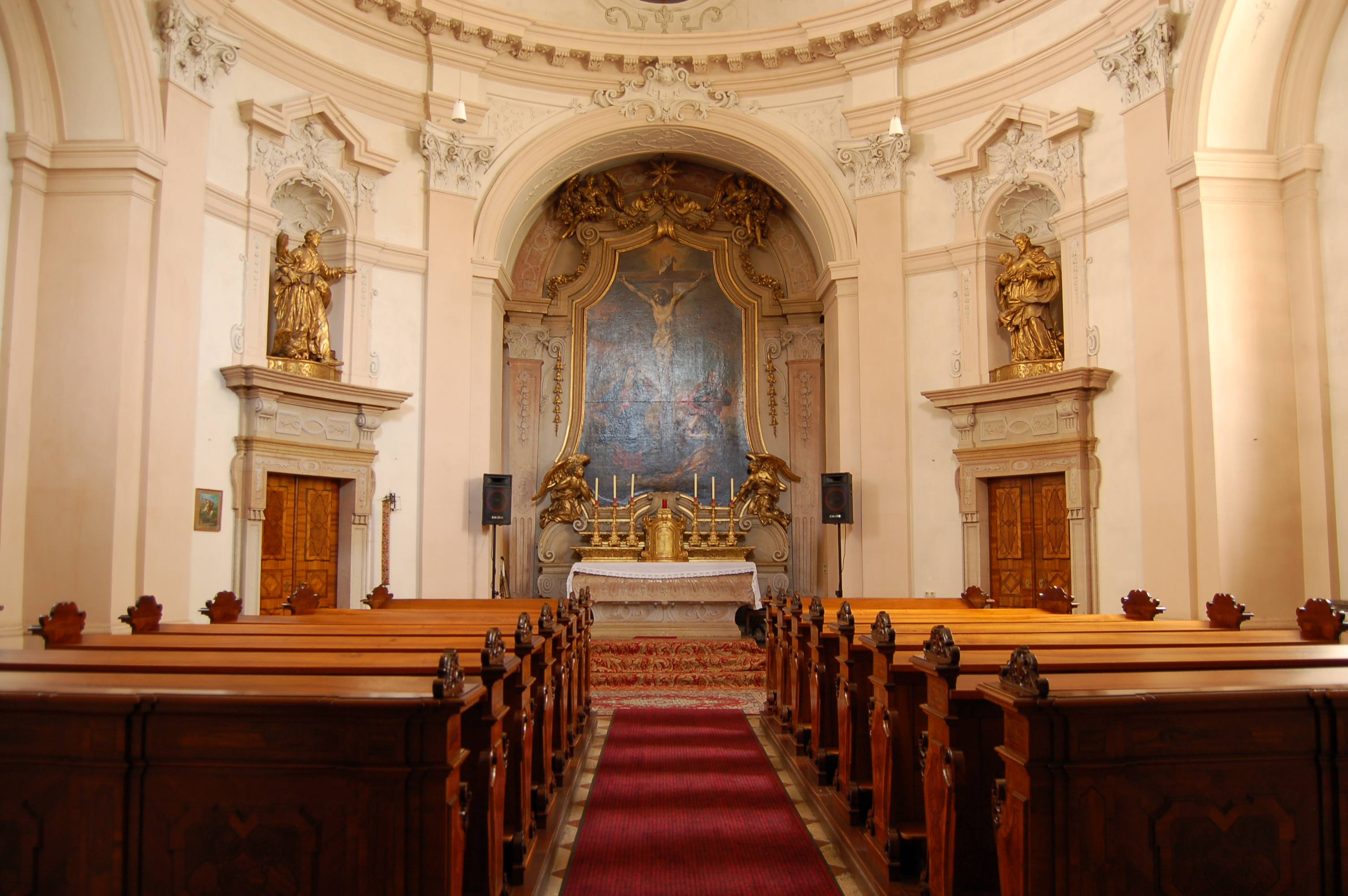
Innenraum der Kirche

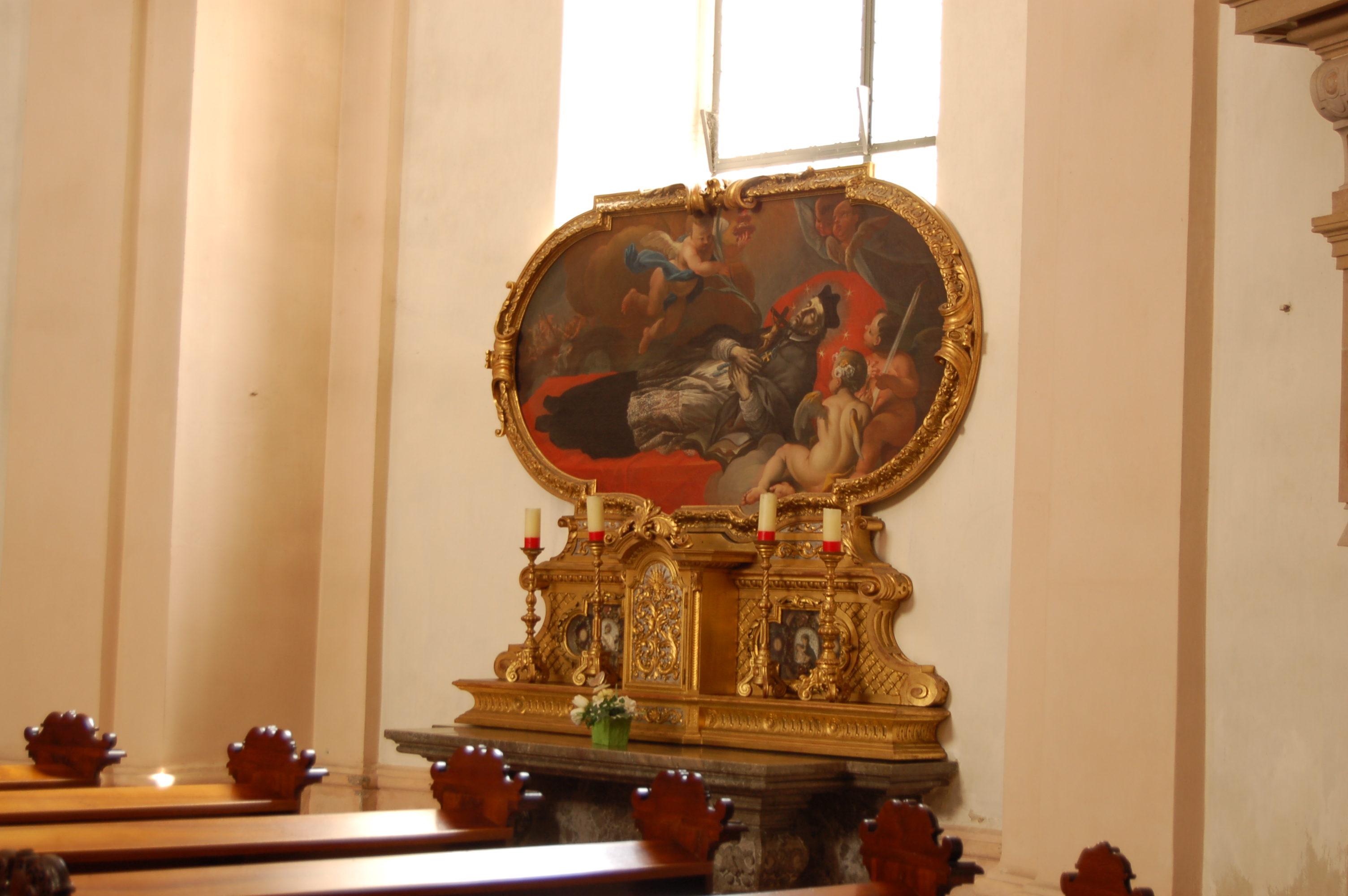
Seitenaltar

Um eine Niederlassung des Deutschen Ordens in Linz gründen zu können, stiftete der Salzburger Erzbischof Johann Ernst von Thun 30.000 Gulden. Franz Anton von Harrach, sein Nachfolger als Erzbischof, vollendete die Stiftung und erwarb 1711 um den Kaufpreis von 17.000 Gulden einen kleinen Landsitz von Franz Anton von Khevenhüller. Zum ersten Komtur wurde der Bruder des Stifters Johann Josef Philipp Graf Harrach ernannt. Dieser erhielt zur Linzer Kommende auch jene von Friesach und Laibach. Der Landsitz wurde von Johann Lucas von Hildebrandt in ein Kommendengebäude umgebaut. Zudem wurde eine Kirche, ein Kaplanstöckl, ein Offiziershaus sowie Stallungen errichtet. Die Gartengestaltung erfolgte durch Hildebrandt und Johann Michael Prunner.
Johann Josef Philipp von Harrach vermachte in seinem Testament der Kommende umfangreiche Mittel. Dennoch konnte sich der Deutschordenssitz nicht etablieren. Nachdem die Liegenschaft 1796 an eine Gräfin Sprinzenstein verpachtet war, erwarb der Linzer Bischof Joseph Anton Gall den Besitz am 31. August 1804 aus Privatmitteln, um darin ein Priesterseminar zu gründen.
2020 feierte Bischof Manfred Scheuer die Ostergottesdienste, die wegen der COVID-19-Pandemie unter Ausschluss der Öffentlichkeit stattfinden mussten, nicht im Linzer Dom, sondern in der Priesterseminarkirche, aus der sie live übertragen wurden.

## Baugeschichte
Raymund Ferdinand von Rabatta, Bischof von Passau, erteilte 1718 die Bewilligung zur Errichtung einer Hauskapelle. Die Pläne hierfür entwarf Johann Lucas von Hildebrandt, zur Ausführung kamen sie unter Stadtbaumeister Prunner. Die Marmorarbeiten und der Dachstuhl wurden vom Salzburger Hofbauamt gefertigt. Nach der Grundsteinlegung am 18. Mai 1718 erreichte der Rohbau noch im selben Jahr die Traufenhöhe. 1719 erfolgte die Errichtung des Dachstuhls und des Hauptportals, 1720 wurden die Gewölbe eingezogen. Die Innengestaltung wurde 1721 begonnen, die Turmkreuzsteckung erfolgte am 25. Juli 1721. Nach der Fertigstellung der Innenraumgestaltung wurde die Kirche 3. Juni 1725 vom Passauer Bischof Joseph Dominikus von Lamberg geweiht.

## Architektur
Die Kapelle wurde als Zentralbau konzipiert. Es handelt sich dabei um einen längsovalen Bau mit flacher Kuppel, die von acht Stichkappen eingeschnitten wird. Der kleine Rundbau hat ein reich gegliedertes Hauptportal. Die auf dem Portal sitzenden Putten tragen einen Kelch mit einer Stola zur Symbolisierung des Priesterberufes bzw. das Ordenskreuz mit dem Schwert, das den Kampfes der Ritter gegen die Ungläubigen kennzeichnet. Die Ausgestaltung des Innenraums übernahm der Stuckateur Paolo d’Allio.

## Ausstattung
Das Altarbild „Gekreuzigter Christus mit Hl. Maria, Maria Magdalena und Johannes“ entwarf Martino Altomonte 1724. Der Hochaltar aus Marmor wurde von Hildebrandt gestaltet. Zu beiden Seiten des Fassadenturms, den eine eingeschnürte Haube bekrönt, befinden sich allegorische Steinplastiken der Ordenstugenden, die der Wiener Bildhauer Josef Kracker schuf. Die Nischenstatuen der Namensheiligen Harrachs, Josef und Johannes, sowie der Ordenspatrone Georg und Elisabeth, werden dem Salzburger Simon Fries zugeschrieben. Die großen Ovalbilder mit der Darstellung des Todes des Heiligen Josefs sowie des Heiligen Johannes malte Johann Georg Schmidt. Die beiden Bilder wurden 1895 an den beiden Seitenaltären angebracht.
Der Linzer Silvius Creuz goss im Jahr 1724 die Glocken für die neu errichtete Kirche.

## Nutzung
In der Priesterseminarkirche feiert auch die Rumänisch-orthodoxe Gemeinde von Linz ihre Gottesdienste.